# Серотониновый синдром
Серотониновый синдром (серотониновая интоксикация) — редкая, однако потенциально смертельно опасная реакция организма на приём относительно больших доз лекарственных веществ, триптофана или наркотиков, повышающих серотонинергическую передачу. Может возникать в результате отравлений, приёма лекарств в больших количествах (наиболее часто при применении антидепрессантов), неблагоприятной реакции на комбинацию принимаемых лекарств или наркотиков, а также из-за рекреационного использования определённых наркотических средств. Нередко возникает при применении двух и более препаратов — риск этого расстройства особенно высок при сочетании антидепрессантов группы СИОЗС и группы ИМАО, приводящем к особенно тяжёлым случаям серотонинового синдрома.
Серотониновый синдром является дозозависимым побочным эффектом — иными словами, риск его возникновения зависит от дозы препарата:65.

## Клиническая картина
К клиническим проявлениям серотонинового синдрома относят симптомы трёх групп: психические, вегетативные и нервно-мышечные нарушения.
Изменения в психическом статусе: ажитация, тревога, делирий, эйфория, маниакальный синдром, гипомания, повышенная восприимчивость, дисфория, летаргия, бессонница:72, галлюцинации, спутанность сознания, мутизм, кома. Изменения поведения относятся к наиболее ранним проявлениям серотонинового синдрома и часто неверно интерпретируются как якобы ухудшение течения и обострение основного психического заболевания, что может привести к опасному повышению дозировки препарата, вызвавшего синдром:73.
Симптомы вегетативной дисфункции: боли в животе, понос, гипертермия (от 37—38 °C до 42 °C и выше), головные боли, слезотечение, расширенные зрачки, тахикардия, тахипноэ, колебания артериального давления, тошнота, рвота, усиление кишечных шумов, слюнотечение, приливы:73, озноб, повышенное потоотделение. Гипертермия часто отсутствует при серотониновом синдроме лёгкой и умеренной степени тяжести; она, как правило, ассоциируется с более тяжёлым течением синдрома и риском смертельного исхода:73.
Нервно-мышечные нарушения: акатизия, двусторонний симптом Бабинского, эпилептиформные припадки, гиперрефлексия, нарушения координации, миоклонус, горизонтальный и вертикальный нистагм, окулогирные кризы, опистотонус, парестезии, мышечная ригидность, тремор, тризм, иногда дизартрия. Самыми типичными и яркими проявлениями серотонинового синдрома считаются клонус и гиперрефлексия. Как правило, клонус и гиперрефлексия, а также миоклонус выражены гораздо больше в нижних конечностях, чем в верхних. Нередко наблюдаются вычурные позы с поворотом шеи и головы, находящейся в умеренном разгибании:72.
На начальном этапе серотониновый синдром проявляется преимущественно со стороны желудочно-кишечной и нервной системы: характерны диспепсические явления (бурление, колики в животе, метеоризм, жидкий стул, тошнота, реже рвота и др.); экстрапирамидные расстройства (тремор, дизартрия, неусидчивость, мышечный гипертонус), гиперрефлексия, миоклонические подёргивания, обычно начинающиеся в ступнях и распространяющиеся по всему телу.
При утяжелении состояния у пациента с серотониновым синдромом возникает маниакальноподобное состояние, проявляющееся скачками мыслей, ускоренной смазанной речью, нарушениями сна, гиперактивностью, реже спутанностью сознания и симптомами дезориентировки. На заключительной стадии, при крайне редко наблюдающемся злокачественном варианте течения (возможном при сочетании СИОЗС и ИМАО), серотониновый синдром напоминает клинику злокачественного нейролептического синдрома: резкое повышение температуры, профузный пот, маскообразное лицо, сальность лица, а также острые сердечно-сосудистые нарушения, которые могут привести к летальному исходу.

## Варианты течения
Проявляется серотониновый синдром обычно быстро. Клинические проявления нередко возникают в течение нескольких минут после приёма препарата, вызвавшего синдром, либо после изменения дозировки или смены принимаемого препарата, а у 60 % больных серотониновый синдром развивается в течение 6 часов. Однако в некоторых случаях серотониновый синдром возникает через 24 часа и более:74.
По степени тяжести течения выделяют лёгкую, среднетяжёлую (умеренную) и тяжёлую форму серотонинового синдрома. Впрочем, состояние пациента может быстро меняться, ухудшаясь на протяжении 1—2 часов. Некоторыми исследователями приводятся данные, показывающие, что лёгкая, реже умеренная, формы серотонинового синдрома возникают при приёме нормальной терапевтической дозы препарата, вызвавшего расстройство, передозировка одного серотонинергического препарата может вести к развитию умеренной формы серотонинового синдрома, а почти все тяжёлые случаи синдрома вызваны лекарственным взаимодействием:74—75.
Серотониновый синдром может быть очень разнообразным в своих проявлениях, и многие из описанных выше симптомов могут отсутствовать; возможны, в частности, случаи, когда наблюдается непропорционально большое количество симптомов какой-то одной из трёх указанных выше категорий (психические, вегетативные или нервно-мышечные нарушения):71—72. У пациентов с лёгкими проявлениями серотонинового синдрома могут присутствовать слабо выраженные симптомы, а при тяжёлых случаях синдром быстро прогрессирует вплоть до смертельного исхода:75.
У больных с лёгким течением серотонинового синдрома может не быть гипертермии, но присутствует тахикардия, что особенно важно для диагностики при наличии вегетативных и неврологических расстройств, таких как дрожь, потливость, расширенные зрачки, перемежающийся тремор, миоклонус, гиперрефлексия:75.
При среднетяжёлых случаях расстройства наблюдаются такие значимые для жизни нарушения, как тахикардия, артериальная гипертензия, гипертермия (нередко до 40°С). Часто встречаются мидриаз (расширение зрачков), усиление кишечных шумов, потливость при нормальном цвете кожи, миоклонус, гиперрефлексия, глазной клонус, иногда — слабо выраженная дизартрия. К психическим проявлениям относятся лёгкая ажитация или бессонница. Пациенты могут легко пугаться; также они могут принимать вычурные позы:75.
При тяжёлом, смертельно опасном течении синдрома наблюдаются значительная гипертензия и тахикардия, ажитированный делирий, мышечный гипертонус и ригидность (особенно в ногах), судорожные припадки, ДВС-синдром. Температура повышается более чем до 41,1°С, появляются такие сдвиги лабораторных показателей, как метаболический ацидоз, повышение в сыворотке крови креатинфосфокиназы, аминотрансферазы и креатинина:75—76.
Большинство пациентов выздоравливают в течение 1 недели после отмены препарата, вызвавшего серотониновый синдром. Многие случаи расстройства разрешаются в течение 24—72 часов после начала адекватного лечения и отмены серотонинергических средств. Однако у пациентов, принимавших лекарства с длительным периодом полувыведения, активными метаболитами или увеличенной продолжительностью действия, симптомы могут сохраняться долгое время. Описаны случаи, когда мышечная боль и слабость сохранялись в течение нескольких месяцев после перенесенного серотонинового синдрома:76.

## Осложнения
Точная частота тяжёлых осложнений серотонинового синдрома неизвестна. Более 80 % случаев проходит без осложнений. К смертельно опасным осложнениям, которые могут возникнуть в тяжёлых случаях серотонинового синдрома, относятся рабдомиолиз, полиорганная недостаточность (в том числе острая почечная и/или печёночная), гиперкалиемия, выраженный метаболический ацидоз, респираторный дистресс-синдром взрослых (гипоксия, обусловленная ригидностью дыхательной мускулатуры и/или бронхоспазмом), аспирационная пневмония, недостаточность кровообращения, инсульт, ДВС-синдром:76—77, лейкопения, тромбоцитопения, тонико-клонические судороги. К летальному исходу может привести, вследствие асфиксии или гипоксии, также и миоклонус, затрагивающий грудные мышцы.
Летальность при серотониновом синдроме составляет, по сведениям разных авторов, от 0,1 до 12 %:77.

## Патогенез
В основе серотонинового синдрома лежит отравление организма серотонинергическими препаратами, провоцирующее накопление серотонина в ЦНС:59. Установлены шесть основных механизмов этого процесса:63:
1. Повышение синтеза серотонина (L-триптофан).
2. Стимуляция высвобождения серотонина из везикул пресинаптического нейрона (кокаин, амфетамин, фенфлурамин, меперидин, MDMA).
3. Действие препарата в качестве агониста серотонина (ЛСД, карбамазепин).
4. Предотвращение обратного захвата серотонина пресинаптическими окончаниями нейронов (СИОЗС, трициклические антидепрессанты — ТЦА, MDMA, меперидин, декстрометорфан).
5. Сенсибилизация постсинаптических рецепторов (буспирон, литий, ЛСД).
6. Замедление метаболизма серотонина вследствие недостаточной активности расщепляющего серотонин фермента моноаминоксидазы (ингибиторы моноаминоксидазы — ИМАО).

За развитие серотонинового синдрома отвечают различные подтипы серотониновых рецепторов: так, сверхстимуляция 5-HT1A-рецепторов вызывает гиперактивность, гиперрефлексию и беспокойство; гиперактивность 5-HT2A-рецепторов — нарушения координации, нервно-мышечное возбуждение и повышение температуры тела. 5-HT1A-рецепторы имеют более высокую аффинность к серотонину, чем 5-HT2A, и поэтому они реагируют на более низкую концентрацию серотонина в синаптической щели. Стимуляция 5-HT3-рецепторов, по-видимому, ответственна за возникновение желудочно-кишечных нарушений: диареи, тошноты, абдоминальных болей:63—64.
Имеются данные и о том, что критическую роль в возникновении серотонинового синдрома может играть также гиперактивация норадренергических структур: степень повышения концентрации норадреналина в ЦНС при серотониновом синдроме коррелирует с выраженностью симптомов этого расстройства. Предполагается, что повышение норадреналина ответственно за такие проявления синдрома, как возбуждение и беспокойство:64.
Значительно меньше роль других нейротрансмиттеров: глутамата и ГАМК; обнаруживается и влияние на патогенез серотонинового синдрома дофаминергических структур, по причине фармакодинамических взаимодействий, прямого взаимодействия между серотонинергическими и дофаминергическими структурами либо в связи с другими механизмами.

## Распространённость
Точные эпидемиологические данные о распространённости серотонинового синдрома отсутствуют, поскольку большинство (по некоторым данным, свыше 85 %) врачей незнакомы с этой патологией и оттого редко ставят данный диагноз. Действующая в США Система выявления и надзора за отравлениями (Toxic Exposure Surveillance System — TESS), получающая информацию от официально практикующих лицензированных врачей, сообщила о 26 733 эпизодах применения в 2002 году СИОЗС в качестве антидепрессантов, что стало причиной заметных токсических эффектов у 7349 человек и привело к смертям в 93 случаев. В 2004 году эти числа составили уже 48 204, 8187 и 103 соответственно:61—62.
Серотониновый синдром встречается у пациентов всех возрастов, включая взрослых и детей (а также новорождённых, матери которых принимали препараты, способные вызвать серотониновый синдром, в последнем триместре беременности). По некоторым данным, он наблюдается у 14—16 % лиц с передозировкой СИОЗС:61.

## Факторы риска
Считается, что для серотонинового синдрома специфические факторы риска не определены. Тем не менее очевидно, что наибольшему риску подвергаются пациенты, принимающие сочетания препаратов, вызывающих серотониновый синдром, а также совместный приём вместе с препаратами, его вызывающими, тех лекарств, которые замедляют их метаболизм благодаря своему влиянию на активность изоформ цитохрома P450 печени человека (CYP2D6 и CYP3A4):69—70.
Кроме того, существует ряд факторов, влияющих на концентрацию лекарств в сыворотке крови и, следовательно, в какой-то мере определяющих индивидуальный риск развития серотонинового синдрома у каждого пациента. К таким факторам относятся способность печени и почек к метаболизму и выведению лекарств, индивидуальная лекарственная переносимость, возраст пациента, уровень дегидратации организма, физическая нагрузка. Особенно чувствительны к препаратам, вызывающим серотониновый синдром, в частности, лица с генетически детерминированным недостатком CYP2D6 (7—8 % пациентов); описаны и случаи синдрома, возникающие у пациентов с генетическими аномалиями в путях метаболизма CYP3A4:69—70.
Некоторые соматические заболевания (в частности, сосудистая патология) повышают риск развития серотонинового синдрома. Есть сообщения о возникновении этого синдрома также у пожилых пациентов при приёме СИОЗС в терапевтических дозах:69—70.
Могут играть роль и такие врождённые и приобретённые факторы, как изменения периферического метаболизма серотонина, нарушения биотрансформации серотонинергических веществ, активация других подтипов серотониновых рецепторов, взаимодействия с другими нейротрансмиттерными системами:70.
Высказывается предположение, что некоторую роль могут играть диагностические, а также нелекарственные лечебные воздействия на организм, оказывающиеся неблагоприятным фоном при приёме серотонинергических препаратов. Например, описано развитие серотонинового синдрома у пациента, благополучно получавшего 5 лет флуоксетин в дозе 60 мг/сутки, после проведения ему коронарной ангиографии:71.

## Диагностика
Не существует специфических лабораторных исследований, данные которых можно было бы использовать в диагностике серотонинового синдрома; лабораторные исследования важны лишь для диагностики осложнений (метаболического ацидоза, ДВС-синдрома, рабдомиолиза) и наблюдения за больным. Определение концентраций серотонинергических препаратов в плазме крови не играет существенной роли, поскольку в большинстве случаев серотонинового синдрома они не превышают допустимого уровня, а наличие их в токсических концентрациях не является обязательной предпосылкой для его развития. Кроме того, симптоматика серотонинового синдрома очень полиморфна. По многим вопросам диагностики синдрома консенсус не достигнут — в частности, не приняты окончательно чёткие диагностические критерии, что обусловлено различными подходами исследователей к этой проблеме. Проблемы в диагностике серотонинового синдрома обусловлены также недостаточной информированностью многих врачей в этом вопросе:77—78.
Трудности в диагностике серотонинового синдрома могут приводить к тому, что маловыраженные симптомы будут не замечены врачом и повышение дозы препарата, вызвавшего серотониновый синдром, или добавление в схему другого препарата, также обладающего серотонинергическими свойствами, может спровоцировать ухудшение состояния пациента:59.
Диагноз серотонинового синдрома чисто клинический и должен основываться на данных лекарственного анамнеза и физикального исследования при исключении болезней с похожей клинической картиной. Для точной диагностики синдрома рекомендуется изучать все лекарственные препараты, принимавшиеся больным, а также выяснить, было ли употребление запрещённых веществ и пищевых добавок, поскольку все эти агенты могут быть причастны к развитию серотонинового синдрома:78.
Физикальное исследование должно включать в себя сфокусированную оценку глубоких сухожильных рефлексов, клонуса и мышечной ригидности, а также размера и реакции зрачков, степени влажности слизистой оболочки полости рта, интенсивности кишечных шумов, цвета кожи, наличия/отсутствия потливости, оценку психического статуса. В большинстве случаев этого достаточно для диагностики серотонинового синдрома. Нейромышечные проявления в виде клонуса (индуцированного, спонтанного и глазного) и гиперрефлексии особенно важны для диагностики, являясь ключевыми симптомами, но мышечная ригидность может перекрыть и нивелировать эти высоко отличительные симптомы, маскируя тем самым заболевание и крайне затрудняя его диагностику:78—79.
Sternbach предложил следующие критерии для диагностики синдрома:
- С началом терапии серотонинергическим препаратом, или с повышением его дозы, или с добавлением другого серотонинергического препарата связаны как минимум 3 из приведенных ниже симптомов: ажитация, гиперрефлексия, диарея, повышенное потоотделение, изменения психического статуса (спутанность, гипомания), лихорадка, миоклонус, нарушения координации, потрясающий озноб, тремор.
- Исключены другие возможные причины — инфекции, нарушения обмена веществ, интоксикации препаратами, синдром отмены и др.
- Непосредственно перед возникновением симптомов пациенту не назначали нейролептик или, если он был назначен прежде, не повышали его дозу.

J. W. Radomski с соавторами предложили другой набор диагностических критериев:80:
1. Появлению симптомов предшествовало добавление серотонинергического агента к уже проводимому лечению или увеличение его дозы; при этом отмечается возникновение как минимум 4 больших симптомов или 3 больших и 2 малых (их список приведен ниже).
2. Возникшие симптомы не должны соответствовать психическому расстройству, имевшему место перед назначением серотонинергического агента.
3. Должна быть исключена инфекционная, метаболическая, эндокринная и токсическая этиология развившейся новой патологии.
4. Перед появлением симптоматики не было назначено лечение нейролептиками или повышение их дозы.

Большие и малые симптомы при серотониновом синдроме (по J. W. Radomski с соавторами): 1) психические: большие — расстройство сознания, повышение настроения, кома/прекома; малые — возбуждение, бессонница; 2) неврологические: большие — миоклонус, дрожь, тремор, ригидность, гиперрефлексия; малые — нарушение координации, расширенные зрачки, акатизия; 3) вегетативные: большие — гипертермия, потливость; малые — тахикардия, одышка, понос, колебания артериального давления:81.

### Дифференциальная диагностика
Дифференциальную диагностику серотонинового синдрома необходимо проводить с такими состояниями, как злокачественный нейролептический синдром, злокачественная гипертермия, фебрильная шизофрения, холинолитический делирий, антихолинергический синдром:165, острые психозы, соматические симптомы депрессии, тепловой удар, менингит, энцефалит, гипертиреоз, гипертонический криз, септицемия, синдром «ригидного человека», столбняк, различные интоксикации (опиатами:165, холинолитиками, амфетаминами, литием, ЛСД, кокаином, ИМАО, фенциклидином, салицилатами, стрихнином, симпатомиметиками), синдром отмены алкоголя или наркотиков, бессудорожные эпиприпадки, синдром отмены баклофена:165.
В клинической практике серотониновый синдром очень часто приходится дифференцировать со злокачественным нейролептическим синдромом (ЗНС) из-за сходства их проявлений. Вместе с тем различать эти расстройства очень важно, поскольку лечение серотонинового синдрома и ЗНС во многом диаметрально противоположно. Для ЗНС характерно сравнительно медленное начало: клинические его проявления обычно развёртываются в течение нескольких дней, в отличие от быстро развивающихся проявлений серотонинового синдрома (впрочем, при патологии печени метаболизм серотонинергических препаратов, как правило, замедляется, и потому серотониновый синдром у пациентов с такой патологией может развиться в течение нескольких дней после приёма нового препарата). Характерные симптомы ЗНС — брадикинезия или акинезия, мышечная ригидность типа «свинцовой трубы», гипертермия, колебания уровня сознания и вегетативная нестабильность. Симптомы, специфичные для серотонинового синдрома и отличающие его от ЗНС, — гиперкинезия, проявляющаяся гиперрефлексией и клонусом, а также судорожными припадками; желудочно-кишечные нарушения; расширенные зрачки. Сведения о принимавшихся медикаментах также позволяют отличить эти два синдрома друг от друга. К тому же, в отличие от серотонинового синдрома, ЗНС редко связан с передозировкой лекарств и слабо дозозависим в рамках терапевтического стандарта. При одновременном приёме нескольких лекарственных препаратов ЗНС и серотониновый синдром могут сочетаться, проявляясь смешанной клинической картиной:162—163.
Пациенты с антихолинергическим синдромом, в отличие от пациентов с серотониновым синдромом, имеют нормальные рефлексы, и у них наблюдается так называемый «токсидром» в виде мидриаза, ажитированного делирия, сухой слизистой полости рта, сухости, жара и покраснения кожи, задержки мочи, отсутствия кишечных шумов. Пациентов с серотониновым синдромом отличают нейромышечные нарушения, потливость, гиперактивация кишечных шумов, нормальный цвет кожи:165.
При злокачественной гипертермии наблюдаются резко выраженная ригидность скелетной мускулатуры, напоминающая трупное окоченение, гипорефлексия, пёстрая окраска кожи, отличающие это расстройство от серотонинового синдрома:165.
Синдром отмены алкоголя или наркотиков может быть похож на серотониновый синдром, проявляясь гиперрефлексией, тремором, судорогами, психическими нарушениями (в частности, галлюцинациями), тахикардией, артериальной гипертензией. В дифференциальной диагностике могут помочь анамнестические сведения о злоупотреблении алкоголем или наркозависимости, токсикологические исследования крови и мочи:165.
Бессудорожные эпиприпадки могут, как и серотониновый синдром, сопровождаться гиперрефлексией и вегетативными нарушениями. К подобному состоянию часто приводит повышение доз фенотиазиновых нейролептиков или отмена бензодиазепинов. Быстрое улучшение состояния наступает при применении бензодиазепинов, что и является лучшим критерием при дифференциальной диагностике с серотониновым синдромом:165—166.
Опиатная интоксикация, чаще всего встречающаяся при применении меперидина и морфина, развивается после быстрого повышения дозы препарата, при передозировке, а также (даже при низких дозах опиатов) у пациентов с почечной недостаточностью. Дифференциальный диагноз с серотониновым синдромом должен быть основан главным образом на анамнестических сведениях об используемых лекарственных средствах:166.

## Причины и профилактика
Основной принцип профилактики: ограничение использования серотонинергических препаратов в комбинированной терапии и тщательное наблюдение за состоянием пациента при её применении. Также необходимо наблюдать за состоянием пациента в периоды включения в схему нового препарата или повышения дозы. В особенности необходимо избегать сочетания ИМАО и СИОЗС, ИМАО и кломипрамина. Одним из принципов профилактики является также соблюдение рекомендуемых дозировок и режима приёма антидепрессантов.
Необходим перерыв длительностью не менее двух недель:
- в промежуток между отменой флуоксетина (прозака) и назначением другого СИОЗС[2];
- между отменой СИОЗС и назначением других серотонинергических средств[11];
- между отменой пароксетина или сертралина и назначением ИМАО[12].

Промежуток не менее пяти недель необходим между отменой флуоксетина и назначением необратимого ИМАО, для пожилых пациентов — не менее восьми. Промежуток не менее одной недели — между отменой циталопрама или флувоксамина и назначением ИМАО.
При переводе с необратимых ИМАО на СИОЗС следует выдерживать перерыв четыре недели (по другим данным — две недели); при переводе с моклобемида на СИОЗС достаточно 24 часов.
После лечения кломипрамином перед назначением других серотонинергических средств необходимо выждать три недели.
Длительность периода отмены зависит от длительности периодов полувыведения препаратов. Период отмены составляет не менее пяти периодов полувыведения, но это минимальная рекомендуемая продолжительность периода отмены. Длительный период полувыведения флуоксетина и его основного активного метаболита норфлуоксетина может вызывать значительные трудности при клиническом применении.
Кроме того, серотониновый синдром отмечался:
- при совместном приёме СИОЗС или ИМАО с противопростудными препаратами, содержащими декстрометорфан, который способен подавлять обратный захват серотонина[2], СИОЗС или ИМАО с меперидином[13][14], трамадолом[2][15], с нефазодоном[англ.][4][14], с растительными антидепрессивными препаратами, содержащими зверобой[16], с 5-гидрокситриптофаном[17] и триптофаном[13];Пароксетин (паксил) — антидепрессант группы СИОЗС, применение которого может вызвать серотониновый синдром

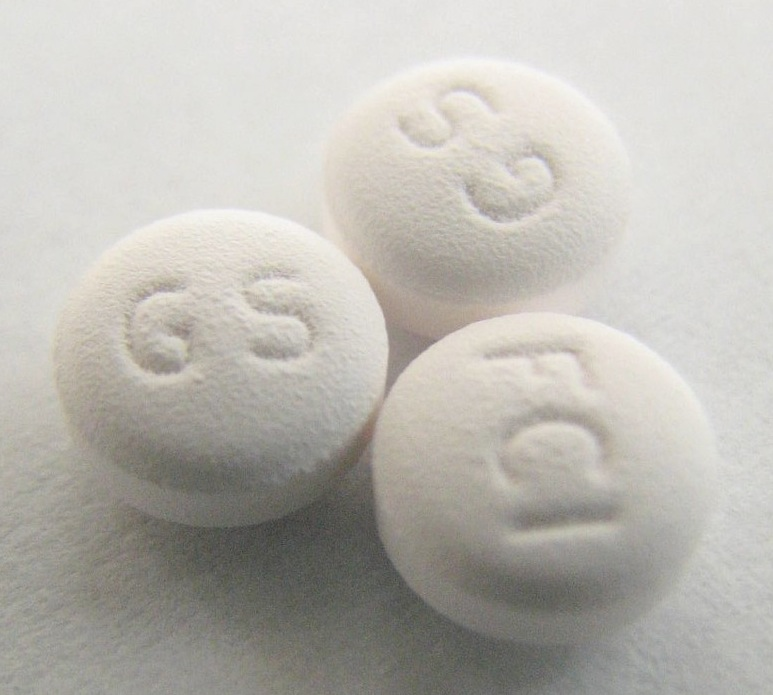
Пароксетин (паксил) — антидепрессант группы СИОЗС, применение которого может вызвать серотониновый синдром

- совместном приёме СИОЗС с тразодоном, буспироном, препаратами против мигрени, леводопой[4], S-аденозилметионином (SAM, гептралом)[17], метоклопрамидом[18], трициклическими антидепрессантами, рисперидоном, кветиапином, оланзапином, зипрасидоном, миртазапином, ингибиторами кальциневрина[3]:67—68;
- сочетанном приёме ИМАО с циклическими антидепрессантами[13], венлафаксином[14], специфическими серотонинергическими антидепрессантами[19], метилендиоксиметамфетамином (MDMA, «экстази»)[7], амфетамином[3]:68;
- сочетанном приёме трициклических антидепрессантов с клоназепамом, алпразоламом, тразодоном, нефазодоном, тиоридазином[3]:68;
- сочетанном приёме следующих антидепрессантов: тразодона и буспирона[2], флуоксетина и селегилина (при высоких дозах селегилина — свыше 10 мг/сут)[6];
- сочетанном приёме антидепрессанта и нормотимика: СИОЗС и карбамазепина, СИОЗС и лития[2], ИМАО и лития[4], трициклических антидепрессантов и лития[3]:68;
- совместном приёме СИОЗС и лекарств, влияющих на метаболизм СИОЗС (ингибирующих изоформы цитохрома Р450 — CYP2D6 и CYP3A4)[3]:67[20];
- совместном приёме трамадола и антидепрессантов многих групп (в том числе СИОЗСиН)[15].

Серотониновый синдром возможен также при приёме противокашлевых средств, антибиотиков, препаратов, снижающих вес, противорвотных средств, препаратов против мигрени и др.
При сочетании СИОЗС и ИМАО наблюдаются особенно тяжёлые случаи серотонинового синдрома, и вероятность тяжёлого серотонинового синдрома при такой комбинации составляет в случае передозировки 50 %, а при терапевтических дозах — 4 %. Очень опасны для жизни сочетания ИМАО с амфетамином и MDMA, но случаи таких сочетаний встречаются исключительно редко:67—69.
Отмечались случаи возникновения серотонинового синдрома не только при сочетании тех или иных препаратов, но и при монотерапии СИОЗС (в начале курса лечения, при резком повышении дозировки или при интоксикации), а также при монотерапии кломипрамином, тразодоном, нефазодоном, венлафаксином, моклобемидом, циклобензаприном, суматриптаном; при приёме MDMA. Причиной серотонинового синдрома может стать даже единичная терапевтическая доза СИОЗС:66.
У пациентов, перенёсших серотониновый синдром, возобновление лечения серотонинергическими препаратами следует начинать не ранее чем через 2 недели после полного разрешения симптомов: это так называемый «период отмыва», во время которого происходит полное удаление из организма применявшихся серотонинергических препаратов и/или их активных метаболитов либо (после применения ИМАО) восстанавливается прежний уровень МАО. Желательно при этом также выбирать препараты с низкой серотонинергической активностью. Повторное введение препаратов нужно начинать с пониженных доз и медленно капельно для выяснения их эффективности:88.

## Лечение
Специальных терапевтических мероприятий при серотониновом синдроме не разработано; рекомендации, касающиеся его лечения, основываются на описании отдельных случаев. Отмена всех серотонинергических препаратов является первым и основным мероприятием при серотониновом синдроме, что у многих пациентов приводит к быстрому уменьшению симптомов на протяжении 6—12 часов и к их полному исчезновению в течение суток.
Другими необходимыми мероприятиями являются симптоматическая терапия и индивидуальный уход. Лечение пациентов с серотониновым синдромом должно осуществляться стационарно в отделении реанимации и интенсивной терапии с участием терапевтов и токсикологов. При этом нужен мониторинг основных функций организма:81—82.
Интенсивность лечения должна зависеть от тяжести расстройства. В лёгких случаях (например, с гиперрефлексией и тремором, но без гипертермии) обычно достаточно отмены препарата, вызвавшего синдром, применения симптоматической терапии и приёма бензодиазепинов. Пациенты с умеренной выраженностью серотонинового синдрома должны получать полную кардиопульмональную и антипиретическую активную корректировку, им также может быть полезно применение 5-HT2A-антагонистов. При тяжёлом течении синдрома пациентам, у которых температура тела превышает 41,1°С, показано применение интенсивной терапии, активного охлаждения и усиленного седативного лечения вплоть до введения миорелаксантов, использования эндотрахеальной интубации и искусственной вентиляции лёгких:82.

### Поддерживающая (симптоматическая) терапия
Поддерживающая помощь является основной терапии серотонинового синдрома; она включает в себя применение внутривенных вливаний и коррекцию жизненно важных параметров. Кроме того, при резком ухудшении состояния больного, получавшего консервативное лечение, необходима экстренная активная терапия:81.
В особенно тяжёлых случаях показана искусственная вентиляция лёгких (по мнению некоторых авторов, она показана в 25 % случаев тяжёлого течения серотонинового синдрома). Интубация с искусственной вентиляцией лёгких и лекарственно вызванный паралич способствуют мышечной релаксации и направлены также на борьбу с гипоксией вследствие дыхательной недостаточности, нередко развивающейся при серотониновом синдроме:82.
Активное охлаждение должно включать в себя такие процедуры, как раздевание и обдувание тела, холодные обёртывания, обрызгивания холодной водой, прикладывание льда на зоны крупных сосудов, внутривенные вливания охлаждённых жидкостей:82.
Вне зависимости от степени тяжести синдрома должен осуществляться контроль над возбуждением с помощью бензодиазепинов, которые (в частности, диазепам) в экспериментах на животных притупляют гиперадренергический компонент серотонинового синдрома и повышают выживаемость лабораторных животных. Также эти препараты могут помочь в устранении мышечной ригидности, миоклонуса и судорог. Однако в клиническом испытании из 33 пациентов с серотониновым синдромом, получавших бензодиазепины, положительный эффект был отмечен только у 5. Кроме того, известно, что клоназепам при серотониновом синдроме неэффективен. У пожилых пациентов бензодиазепины могут провоцировать развитие бреда вследствие гипотензии, и для метаболизма этих препаратов пожилым требуется больше времени, чем более молодым пациентам. Поэтому лечение пожилых больных следует начинать с низких доз лекарств короткого действия, таких как лоразепам и оксазепам:82—83.
Применения мер физического стеснения следует избегать: при серотониновом синдроме они могут способствовать наступлению смерти по причине тяжёлого молочнокислого ацидоза и гипертермии, обусловленных длительным вынужденным изометрическим мышечным сокращением. В тех случаях, когда всё же желательно применять физическую фиксацию, она должна быть кратковременной и быстро заменяться лекарственной седацией:83.
Для купирования гипотензии в рамках серотонинового синдрома, вызванной ИМАО, можно использовать небольшие дозы симпатомиметических аминов прямого действия (адреналин, норадреналин, фенилэфрин). Напротив, при артериальной гипертензии, обусловленной либо прессорной терапией, либо эндогенными нарушениями в обмене катехоламинов, связанными с изменениям активности МАО, а также при сопутствующей ей тахикардии следует использовать коротко-активные (англ. short-acting) средства (нитропруссид, эсмолол). Нитропруссид, кроме того, снижает температуру вследствие вызываемого им расширения периферических кровеносных сосудов:83—84.
Для контроля над гипертермией необходимо устранение повышенной мышечной активности. Бензодиазепины оказывают нужный эффект при среднетяжёлом течении серотонинового синдрома, но тяжелобольным с выраженной гипертермией (свыше 41,1°С) показана парализация с помощью недеполяризующих миорелаксантов (например, векуроний), которые должны вводиться парентерально при эндотрахеальной интубации и искусственной вентиляции лёгких. Сукцинилхолина по причине риска аритмий следует избегать. Есть данные о том, что преждевременное прекращение нервно-мышечного паралича вызывает рецидив гипертермии:84.
Повышение температуры тела при серотониновом синдроме происходит по причине мышечной гиперактивности, а не из-за повреждения гипоталамических центров терморегуляции, поэтому обычные антипиретические средства неэффективны:84.
В первые часы после приёма препаратов, вызвавших серотониновый синдром, особенно в случае их передозировки, могут быть полезны желудочно-кишечные промывания, а также применение активированного угля в качестве энтеросорбента:84.

### Лекарственное лечение
Фармакологически направленная патогенетическая терапия подразумевает приём 5-HT2A-антагонистов, таких как метисергид и ципрогептадин (перитол). Ципрогептадин описан как наиболее успешный препарат в лечении серотонинового синдрома, тем не менее его эффективность строго не установлена. Этот препарат действует только при энтеральном применении, что затрудняет его использование при тяжёлой форме синдрома и у пациентов, получающих сорбенты (активированный уголь). При необходимости таблетки ципрогептадина можно толочь и вводить через назогастральный зонд:84—85.
Для лечения серотонинового синдрома можно также использовать атипичные антипсихотики с 5-HT1A и 5-HT2A-антагонистической активностью: оланзапин (который часто применяется в этих целях, но его эффективность строго не доказана), рисперидон. Некоторые авторы не рекомендуют применять антипсихотики — как типичные (за исключением хлорпромазина), так и атипичные — в качестве первой линии терапии серотонинового синдрома из-за возможных трудностей в его разграничении со злокачественным нейролептическим синдромом. Кроме того, некоторые атипичные нейролептики, рекомендуемые в авторитетных источниках для лечения серотонинового синдрома, могут в действительности утяжелить его течение, поскольку обладают свойствами также и агонистов серотонина (например, зипрасидон):85—86.
Если желательно использовать парентеральные средства, рекомендуется вводить внутримышечно или внутривенно хлорпромазин (аминазин) в низких дозах, особенно показанный при тяжёлом течении синдрома. Но высказывается также мнение, что применения хлорпромазина в тяжёлых случаях серотонинового синдрома следует избегать, поскольку одним из его побочных эффектов является ортостатическая гипотония. Для профилактики ортостатической гипотонии при применении хлорпромазина рекомендуется хорошая гидратация организма:86.
Если диагноз остаётся неясным, оптимальный вариант действий — прекратить терапию антагонистами серотонина и провести интенсивные поддерживающие лечебные мероприятия, седацию бензодиазепинами, а также, если необходимо, интубацию и парализацию:86.
Следует избегать использования пропранолола, бромокриптина и дантролена, поскольку эти препараты способны ухудшать состояние пациентов с серотониновым синдромом, вызывая тяжёлые побочные эффекты, и приводить к повышенной смертности. Так, пропранолол может вызывать тахикардию, гипотензию и шок у пациентов с вегетативной нестабильностью; бромокриптин, по-видимому, причастен к развитию серотонинового синдрома и может усилить серотонинергические проявления; дантролен также может быть причастен к его развитию и сам может вызвать симптомы серотониновой интоксикации:86—87.
Тем не менее некоторые авторы приводят данные, что эти препараты могут оказывать терапевтическое действие при серотониновом синдроме — например, дантролен успешно применялся для снятия мышечной ригидности:87. В ответ на это высказывается утверждение, что данные о положительном эффекте бромокриптина и дантролена обусловлены, по-видимому, ошибочной диагностикой серотонинового синдрома при расстройствах, вызванных другими причинами:87.